# Hezarmishi
 (juin 2018).
Hezarmishi (en persan : هزارميشي romanisé en Hezārmīshī) est un village de la province du Khuzestan en Iran. Lors du recensement de 2006, sa population était de 34 habitants répartis dans 6 familles.